# Condado de Frederick (Maryland)
O Condado de Frederick é um dos 23 condados do Estado americano de Maryland. A sede do condado é Frederick, e sua maior cidade é Frederick. O condado possui uma área de 1 728 km² (dos quais 14 km² estão cobertos por água), uma população de 241 409 habitantes, e uma densidade populacional de 135.9 hab/km² (segundo o censo nacional de 2010). O condado foi fundado em 1748.